# Iberische Halbinsel
Die Iberische Halbinsel (von lateinisch Hiberi / Iberi ‚Bewohner der Landschaft Hiberia (in Hispanien)‘) bzw. Pyrenäenhalbinsel ist der Teil Europas, der südwestlich der Pyrenäen und damit südwestlich von Frankreich liegt. Spanien nimmt etwa 85 % der Fläche ein, Portugal 15 %, außerdem zählen das Fürstentum Andorra, kleinere Teile Frankreichs (Alta Cerdanya) und das Britische Überseegebiet Gibraltar zur Halbinsel. Die 14 km schmale Straße von Gibraltar trennt die Halbinsel von Afrika.

## Topografie

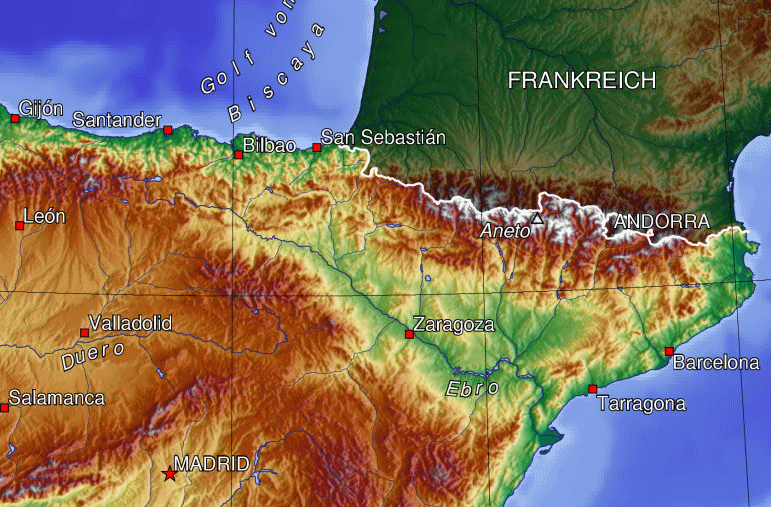
Der Ebro in Nordspanien

Die Halbinsel wird von fünf großen Flüssen durchzogen (Ebro, Guadiana, Guadalquivir, Tajo (span.) bzw. Tejo (port.) und Duero (span.) bzw. Douro (port.)) und ist fast vollständig von Gebirgszügen umschlossen. Im Norden trennt die westliche Fortsetzung der Pyrenäen, das Kantabrische Gebirge, den Golf von Biskaya mit der Costa Verde von einer Hochebene, die sogenannte Meseta (von span. Mesa = Tisch), welche einen großen Teil des Binnenlandes einnimmt. Salamanca, León und Burgos sind die beherrschenden Orte. Die Meseta wird vom Kastilischen Scheidegebirge in eine Nord- und Südhälfte geteilt. Im Südwesten geht die Hochebene in die bergigere Extremadura über, mit der sie geologisch eine Einheit bildet. Aragonien, das Flusssystem des Ebro, bildet im Osten südlich der Pyrenäen ein Flussdreieck um Saragossa, das durch ein niedriges Randgebirge (v. a. der Costa Brava) vom Mittelmeer getrennt ist.

### Ost-West-Flüsse

Flüsse auf der Iberischen Halbinsel

Die Flusssysteme von Duero, Tajo, Guadiana und Guadalquivir – von Nord nach Süd aufgezählt – verlaufen von Osten nach Westen quer durch die Iberische Halbinsel. Ihren gemeinsamen Ursprung haben sie an den Sierras des Iberischen Gebirges (span. Sistema Ibérico). Das Iberische Gebirge bildet von Westen betrachtet den hohen Ostrand des zentralen Tafellandes und ist die Hauptwasserscheide zwischen dem Atlantischen Ozean und dem Mittelmeer.
- Der Duero mündet bei Porto in den Atlantik.
- Der Tajo/Tejo folgt etwa der Linie Madrid, Toledo, Alcántara, Santarém und Lissabon.
- Der Guadiana verläuft entlang der Linie Guadisa, Castilblanco, Villanueva de la Serena, Don Benito, Mérida, Badajoz sowie Ayamonte. Er bildet mit seinem ab Badajoz nach Süden gerichteten Schlusslauf ungefähr die Ostgrenze Portugals mit Spanien.
- Der Guadalquivir folgt der Linie Córdoba, Sevilla bis Sanlúcar de Barrameda und Cádiz. Er ist vom Atlantik aus bis Córdoba schiffbar.

### Berge und Küstengebirge
Die Nordküste Spaniens verläuft fast in gerader Linie und bildet nur zwischen Gijón und Avilés sowie zwischen Ribadeo und A Coruña (spanisch La Coruña) bedeutendere Vorsprünge nach Norden. Im Westen schließen sich die Bergketten der Region Galicien an. Der die Grenze zwischen Spanien und Frankreich bildende Fluss Bidasoa läuft am nordwestlichen Ausläufer der Pyrenäen zwischen Hendaye und Irun in den Golf von Biskaya.
Die Süd- und Ostküste bildet die Sierra Nevada mit ihren Vorgebirgen und im Meer endenden Landvorsprünge. Der höchste Berg der Halbinsel ist mit 3482 m Höhe der Mulhacén, der in Andalusien in der Provinz Granada liegt. Die zum Mittelmeer davor liegenden Küstenabschnitte bilden die Buchten/Golfe von Cádiz, Málaga, Almería, Cartagena, Alicante und den Golf von Valencia (von Westen nach Osten).
Das europäische Faltengebirge findet seine Entsprechung durch die Auffaltung der Atlasgebirge an der Nordwestseite der afrikanischen Platte.

### Portugiesische Küstenregionen

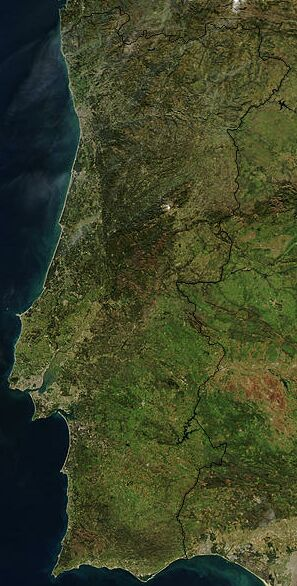
Satellitenbild von Portugal

Die portugiesischen Küstenregionen bilden den Südwesten der Halbinsel. Der Minho liegt davon im Nordwesten und im Nordosten Trás-os-Montes („Hinter den Bergen“).
Die wichtigsten Landschaften in Mittelportugal sind die Beira, der Ribatejo (die Tejo-Ebene mit Beinamen „Garten Lissabons“), die Estremadura sowie das Mündungsgebiet des Tejo.
Der Süden Portugals setzt sich aus den drei Landschaften Terras do Sado, Alentejo und Algarve zusammen (Von Norden nach Süden).

## Geschichte
Der Name der Iberischen Halbinsel ist von der Volks- oder Stammesgruppe der Iberer abgeleitet, die laut der griechischen Überlieferung die Halbinsel in der Antike bewohnten. Deren Name wiederum leitet sich vom Fluss Ebro (lateinisch Iberus) ab, der vom Nordosten Spaniens aus ins Mittelmeer fließt.
Iberia (Ιβηρία) war die griechische Bezeichnung dieser Gegend.
Im Lateinischen wurde die Region Hispania genannt, wovon España und Spanien abgeleitet sind. Die römische Provinz Lusitania im Südwesten der Halbinsel umfasste den größten Teil des heutigen Portugal sowie Teile von Extremadura. Lusitania wurde daher zum lateinischen Namen Portugals, eingedeutscht Lusitanien.
Im Frühjahr 711 sandte Mūsā ibn Nusair, seit 700 Umayyaden-Gouverneur des Maghreb, den Berber Tāriq ibn Ziyād mit etwa 12.000 Mann über die Meerenge, um das Westgotenreich auf der iberischen Halbinsel zu erobern. 
Im Mittelalter gehörten große Teile der Iberischen Halbinsel zur islamischen Welt. Der maurische Einfluss hat die hispanische Kultur auf nachhaltige Art und Weise geprägt. Vom 8. Jahrhundert an bis zum 2. Januar 1492 (Sieg über Boabdil) verlief die allmähliche Reconquista („Rückeroberung“) von Al-Andalus durch die christlichen Reiche. Die verbliebenen Muslime und auch die spanischen Juden, die Sephardim, mussten im Zuge dieser Eroberungskriege Spanien verlassen oder zum Christentum konvertieren.

## Territorien
| Region                           | Land                | Bevölkerung | Bevölkerungsdichte | Fläche (km²) |
| -------------------------------- | ------------------- | ----------- | ------------------ | ------------ |
| Andalusien                       | Spanien             | 8.476.718   | 97                 | 87.587       |
| Katalonien                       | Spanien             | 7.660.530   | 242                | 32.121       |
| Autonome Gemeinschaft Madrid     | Spanien             | 6.736.407   | 845                | 8.027        |
| Valencianische Gemeinschaft      | Spanien             | 5.051.250   | 217                | 23.265       |
| Region Norden                    | Portugal            | 3.588.701   | 169                | 21.286       |
| Metropolregion Lissabon          | Portugal            | 3.035.770   | 957                | 3.001        |
| Galicien                         | Spanien             | 2.691.213   | 91                 | 29.574       |
| Region Centro                    | Portugal            | 2.227.567   | 79                 | 28.199       |
| Kastilien und León               | Spanien             | 2 383 139   | 25                 | 94.223       |
| Autonome Gemeinschaft Baskenland | Spanien             | 2.177.654   | 305                | 7.232        |
| Kastilien La-Mancha              | Spanien             | 2.047.722   | 26                 | 79.463       |
| Murcia                           | Spanien             | 1.518.486   | 134                | 11.314       |
| Aragonien                        | Spanien             | 1.325.371   | 28                 | 47.721       |
| Extremadura                      | Spanien             | 1.054.779   | 25                 | 41.634       |
| Asturien                         | Spanien             | 1.011.792   | 95                 | 10.606       |
| Alentejo                         | Portugal            | 704.934     | 22                 | 31.605       |
| Navarra                          | Spanien             | 661.023     | 64                 | 10.591       |
| Kantabrien                       | Spanien             | 583.684     | 110                | 5.330        |
| Algarve                          | Portugal            | 467.475     | 94                 | 4.997        |
| La Rioja                         | Spanien             | 319.224     | 64                 | 5.045        |
| Andorra                          | Andorra             | 77.462      | 164                | 468          |
| Gibraltar                        | Gibraltar           | 34.003      | 5.000              | 6            |
| Iberische Halbinsel              | Iberische Halbinsel | 53.669.904  | 92                 | 583.295      |